# Бабануса
Бабануса (араб. بابنوسة‎) — город на юге Судана, расположенный на территории штата Южный Кордофан.

## Географическое положение
Город находится в северо-западной части штата, на плато Кордофан, на высоте 443 метров над уровнем моря.
Бабануса расположена на расстоянии приблизительно 207 километров к западу-северо-западу (WSW) от Кадугли, административного центра штата и на расстоянии 678 километров к юго-западу от Хартума, столицы страны.

## Демография
По данным переписи 2008 года численность населения Бабанусы составляла 32 759 человек.
Динамика численности населения города по годам:
| 1973   | 1983   | 2008   |
| ------ | ------ | ------ |
| 12 051 | 18 870 | 32 759 |

## Экономика и транспорт
Экономика города базируется на сельскохозяйственном производстве. Особое развитие получило молочное животноводство.
Сообщение Бабанусы с другими городами Судана осуществляется посредством железнодорожного и автомобильного транспорта. Имеется ж.д. линя в горд Вау Южного Судана.